# Denys Sjoerman
Denys Leonidovytsj Sjoerman (Oekraïens: Денис Леонідович Шурман; Vysjneve, 6 november 1986) is een Oekraïens voetbalscheidsrechter. Hij is in dienst van FIFA en UEFA sinds 2017. Ook leidt hij sinds 2017 wedstrijden in het Premjer Liha.
Op 30 juli 2017 leidde Sjoerman zijn eerste wedstrijd in de Oekraïense nationale competitie. Tijdens het duel tussen Olimpik Donetsk en Veres Rivne (0–0) trok de leidsman vijfmaal de gele kaart. In Europees verband debuteerde hij op 26 juni 2018 tijdens een wedstrijd tussen UE Sant Julià en Gzira United in de eerste voorronde van de UEFA Europa League; het eindigde in 0–2 en Sjoerman trok zevenmaal een gele kaart. Zijn eerste interland floot hij op 16 november 2022, toen Moldavië met 1–2 verloor van Azerbeidzjan. Tijdens deze wedstrijd toonde Sjoerman tweemaal zijn gele kaart, in beide gevallen aan een speler van Moldavië.

## Interlands
| Datum            | Plaats             | Wedstrijd               | Uitslag | Competitie        | Kreeg geel | Kreeg voor de tweede keer geel en dus rood | Weggestuurd |
| ---------------- | ------------------ | ----------------------- | ------- | ----------------- | ---------- | ------------------------------------------ | ----------- |
| 16 november 2022 | Chișinău, Moldavië | Moldavië – Azerbeidzjan | 1 – 2   | Vriendschappelijk | 2          | 0                                          | 0           |
| 8 juni 2024      | Chișinău, Moldavië | Moldavië – Cyprus       | 3 – 2   | Vriendschappelijk | 4          | 0                                          | 0           |

Laatst bijgewerkt op 28 juni 2024.